# Застав'є (Тернопільський район)

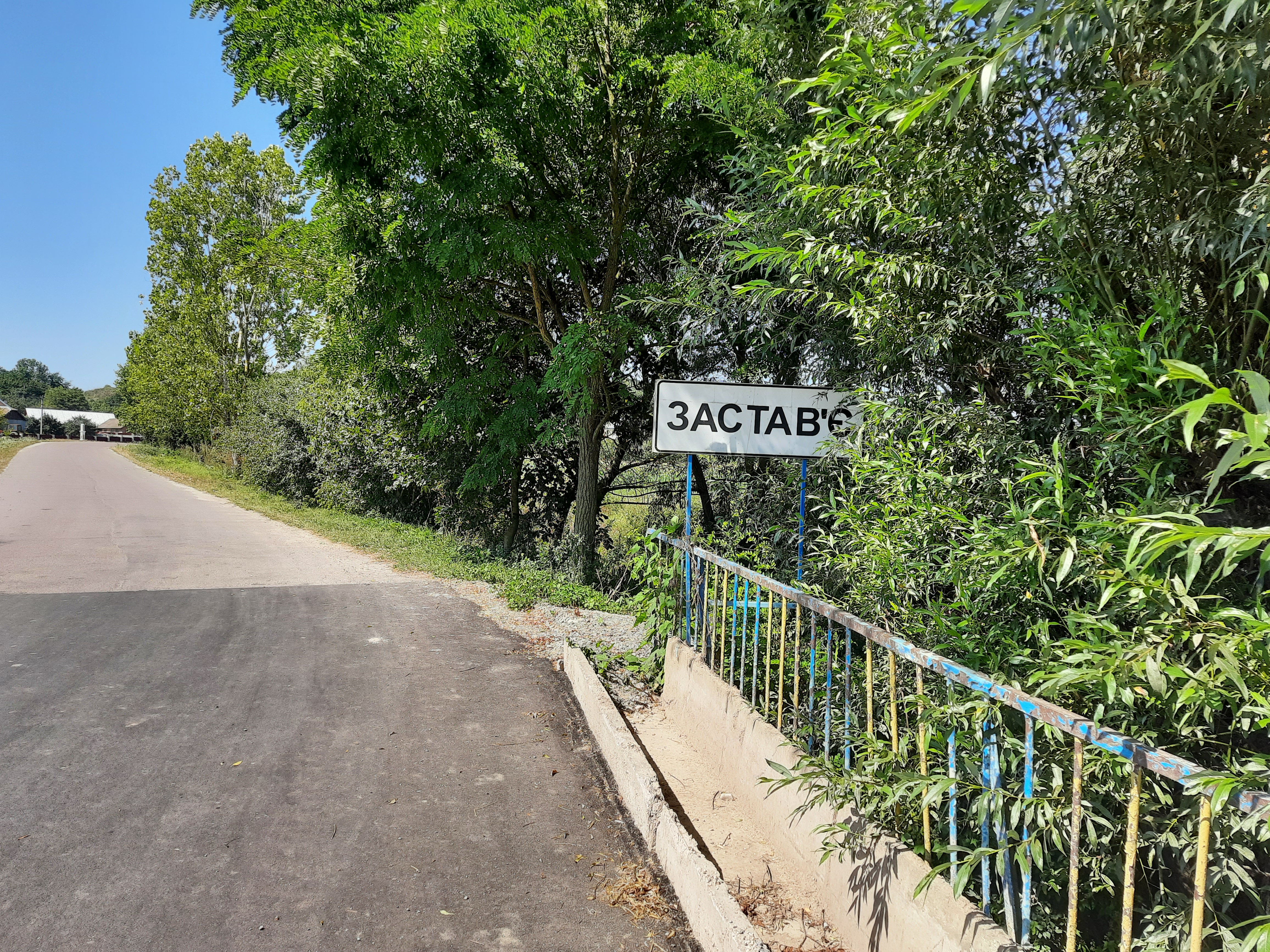
Дорожній знак при в'їзді в село

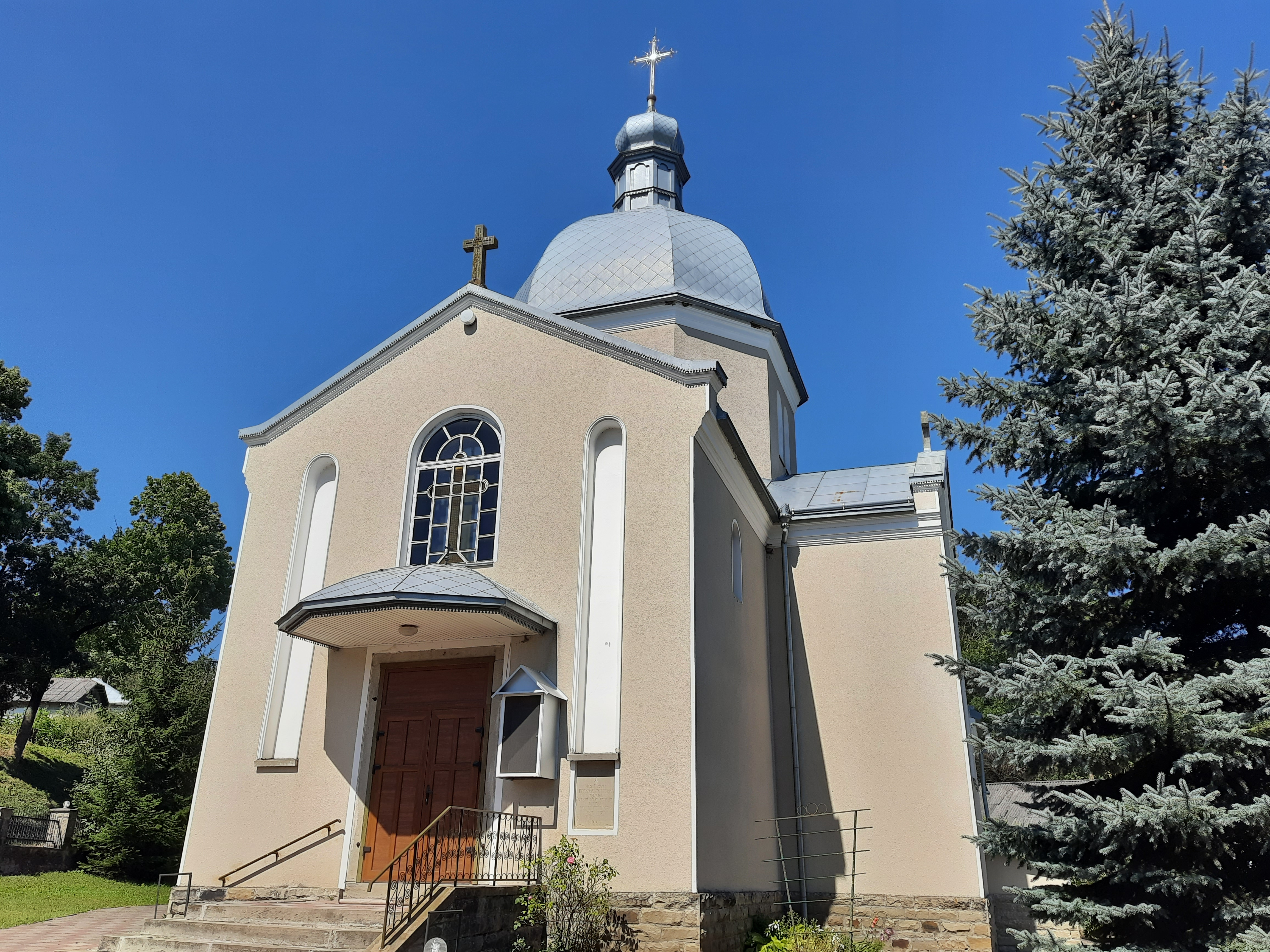
Церква Різдва Пречистої Діви Марії (УГКЦ)

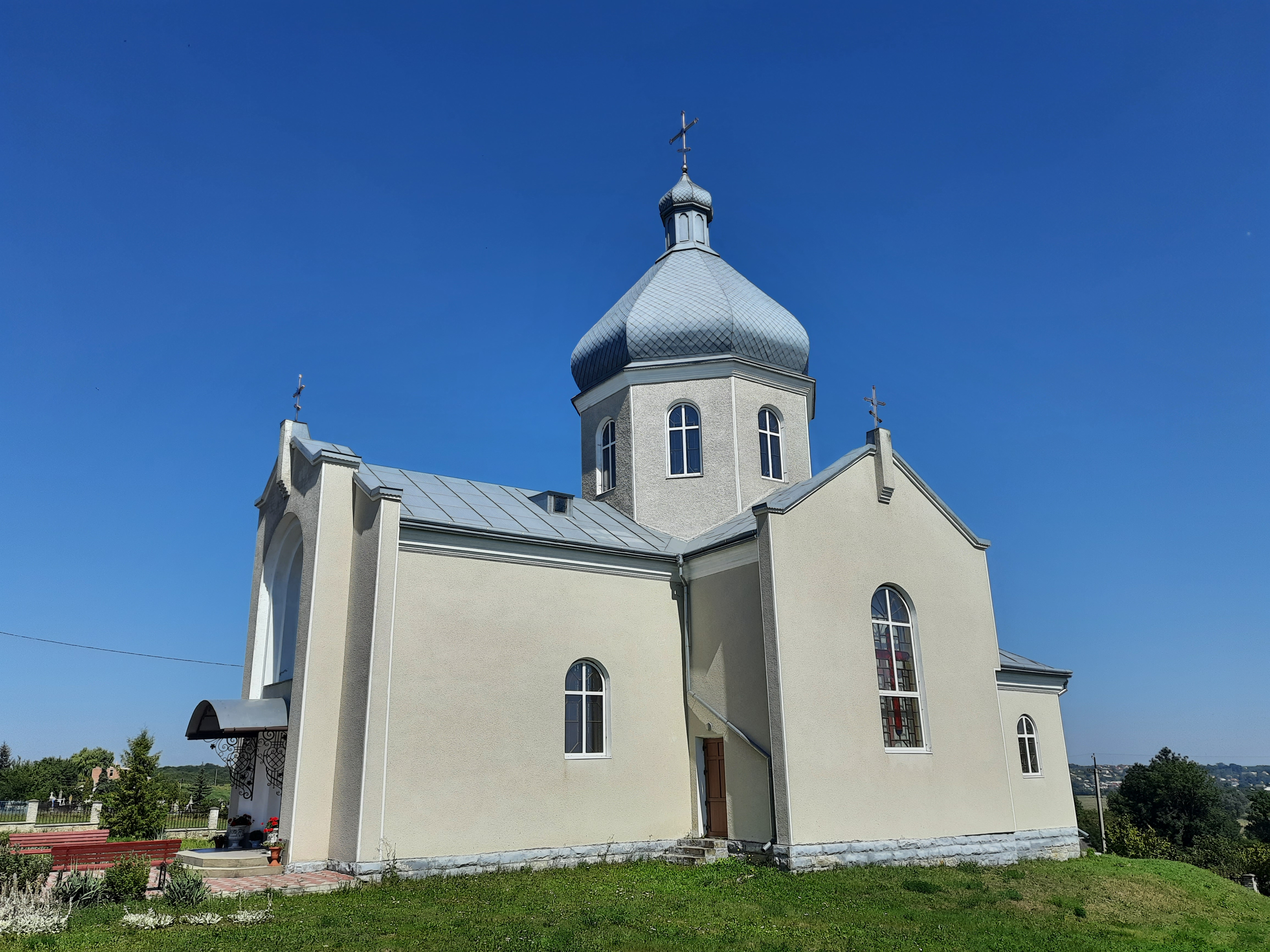
Церква Святого Великомученика Димитрія Солунського (ПЦУ)

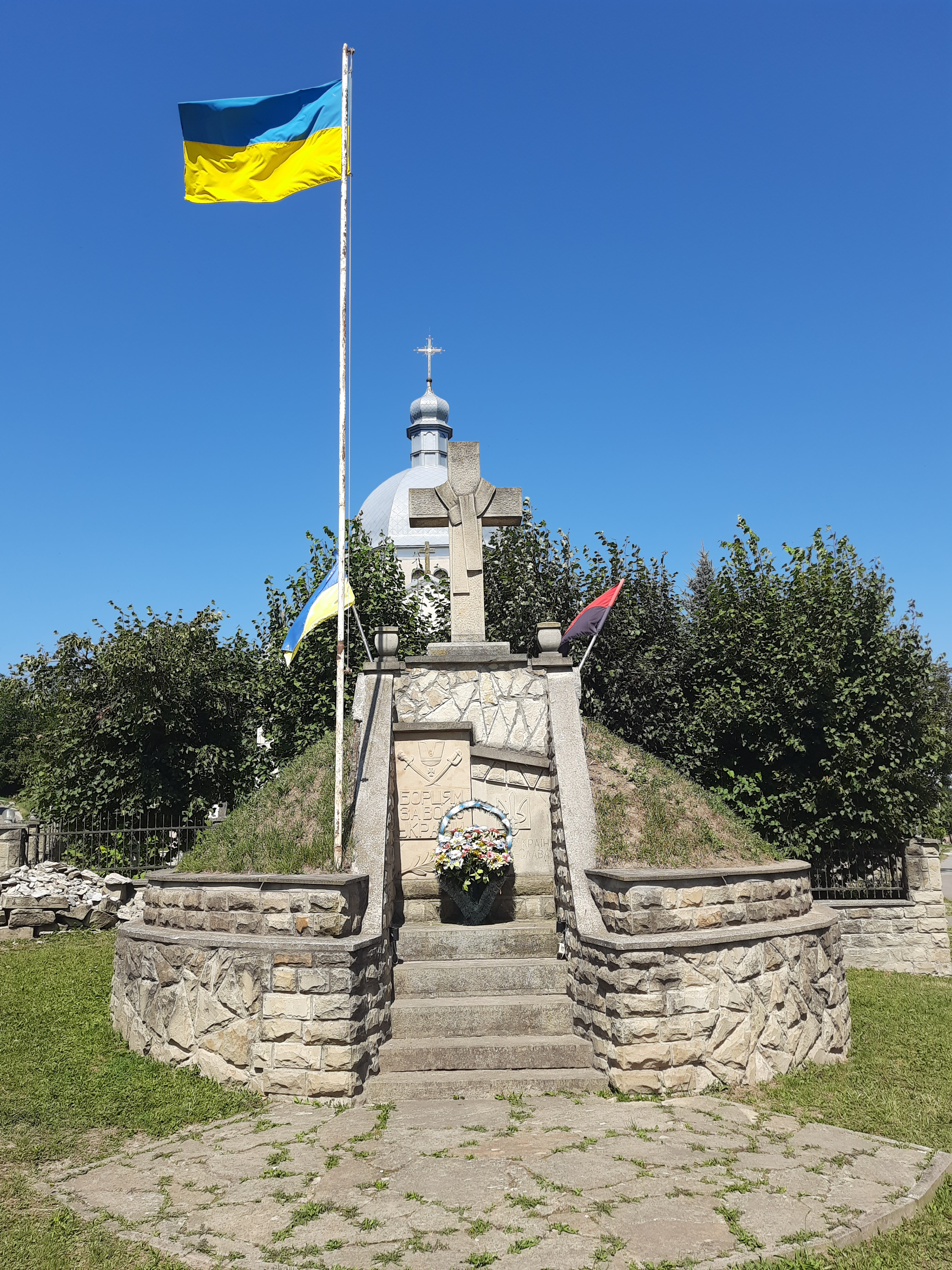
Символічна могила Борцям за волю України.

Заста́в'є (інша назва — Застáв'я) — село у Великогаївській сільській громаді Тернопільського району Тернопільської області. До 2015 року підпорядковане Баворівській сільській раді. Від вересня 2015 року ввійшло до складу Великогаївської сільської громади. Розташоване на річці Гнізна.

## Історія
Діяла «Просвіта» та інші українські товариства.
Несе свої води тихоплинна річка, на берегах якої було багато гнізд, що й дало назву річці — Гнізна.
На правому березі цієї річки, 18 кілометрів на південний схід від Тернополя, за 4 кілометри від залізничної станції Прошова, розташоване мальовниче село Застав'є.
Першої писемної згадки про це село не збереглося, але можна стверджувати, що воно виникло після 1439 року, оскільки восени минулого року Баворів відзначив своє 470-ліття з моменту першої писемної згадки. Судячи з назви села та переказів, можна припустити, що Застав'є виникло пізніше.
Біля Баворова був Став, а потім за цим Ставом люди почали оселятися. Це поселення називали За Ставом — Застав'я. Звідси пішла назва села.
В архівних даних є мало відомостей про цей населений пункт. Ось деякі з них:
- У 1880 році в Застав'ї проживало 786 осіб, з них:
  - 446 — греко-католиків;
  - 304 — римокатоликів;
  - 36 — євреїв.

Село належало до парафії в Баворові. Школа до Першої Світової війни була українська, а за Польщі — польська. До Другої Світової війни діяла читальня «Просвіти».
До війни (тобто в 20-30-х роках) Застав'я входило до складу Ґміни, яка знаходилася в корпусі № 2 Баворівської ЗОШ.
1 серпня 1934 року в рамках реформи на підставі нового закону про самоуправління (23 березня 1933 року) увійшло до нової сільської гміни Баворів (Тернопільський повіт Тернопільського воєводства).
У липні 1941 року німецькі війська ввійшли в Застав'я і встановили окупаційний режим.
У березні 1944 року німецькі війська були вигнані з Застав'я. Прізвища жителів села, що загинули в цій війні, викарбувані на стелі біля пам'ятника в Баворові.
У 1948 році в Застав'ї створено колгосп «Нове життя». Головою було обрано Василя Гулю.
Архітектурні пам'ятки відсутні.
Багато жителів мають прізвища: Дерлиця і Бечинський.
Серед видатних вихідців села є особи з цими прізвищами. Учні на уроках української літератури вивчають оповідання «Пташенята».
Автор цього твору Дерлиця Микола Михайлович, народився 23 квітня 1866 року. Він був письменником, священником і етнографом. Навчався в Тернопільській гімназії та Львівській духовній семінарії. Збирав колискові і народні пісні. Автор повістей. Був священником в декількох селах на Львівщині та Івано-Франківщині.
Ще династію священників продовжили Бучинські — отці Йосип і Методій.
Отець Бучинський Методій Павлович народився 15 лютого 1952 року в селі Застав'я. У 1969 році закінчив Баворівську середню школу. У 1970—1972 роках служив в армії, а також навчався і працював в автошколі. Потім перейшов працювати водієм Тернопільської птахофабрики в селі Великі Гаї. У 1976 році одружився з Марією Панчишин з села Застінки. У сім'ї було двоє дітей: син Ігор і дочка Оля. Проживали в селі Великі Гаї. У 1990 році поступив у Львівську духовну семінарію Святого Духа Києво-Галицької митрополії УГКЦ, яку закінчив у 1993 році і був висвячений владикою Михаїлом Сабригою на священика в Кафедральному Соборі Непорочного Зачаття Пресвятої Богородиці міста Тернополя.
У 1993 році отримав першу парафію в селах Різдвяне, Слобідка, Тютоків, Зубів і Застіноче Теребовлянського району. Потім у 1997 році був переведений у села Старий Нижбірок і Новий Нижбірок Густинського району. У 2000 році був переведений на парафію в село Дичків Тернопільського району. 20 вересня 2008 року отець Методій помер. Похований на цвинтарі в селі Великі Гаї.
Не обминули репресії і наших односельчан.
Бучинський Йосип, 1891 року народження, уродженець села Застав'я, навчався в Тернопільській гімназії, закінчив греко-католицьку семінарію у Львові. У 1917 році рукоположений і призначений парохом села Гринів, потім 9 років був парохом церкви села Вишнівчик. У 1930 році переїхав у Петрики, де працював до 1938 року, а потім був переведений у Мишковичі.
7 липня 1940 року отець Йосип взяв участь у Святій Літургії церковного празника села Баворів, де виголосив проповідь з критикою більшовицького режиму і політики більшовизму щодо УГКЦ. За це 9 липня його дочку Марію, що працювала вчителькою в селі Хатки, синів Степана, Богдана і Юрія було заарештовано і відправлено у Львівські «Бригідки».
З початком війни, 26 червня 1941 року, вони були розстріляні у Львівській тюрмі. Реабілітовані в 1991 році.
Раніше в межах села був кам'яний кар'єр.
У радянський час землі входили до складу колгоспу «Маяк», а пізніше — «Комунар». Працювала тваринницька ферма.
Нині існує селянська спілка «Нове життя», яку очолює односельчанин, випускник Київської сільськогосподарської академії — Бачинський Анатолій Євгенович.
Зараз будується нове приміщення для клубу та бібліотеки.
До 1982 року в селі діяла початкова школа, але вона була закрита через зменшення кількості учнів.
Зараз значно зменшилась кількість жителів села. Учні та дошкільнята їздять на навчання і до дитячого садочку рейсовим автобусом до Баворова. Доросле населення їздить на роботу до Тернополя. Багато односельчан вимушені працювати за кордоном через відсутність робочих місць у рідному селі.
Окрасою і гордістю села є церква.
У 1942 році було освячено місце під будівництво церкви. Після цього про будівництво ніхто навіть не смів згадувати, і тільки після падіння тоталітарного режиму та проголошення Незалежності України, в 1995 році, розпочато будівництво церкви УГКЦ.
14 квітня 1996 року на фундаменті церкви жителі села Застав'я вперше святкували Великдень у рідному селі.
Посвячення церкви Пресвятої Богородиці владикою Михаїлом Сабригою відбулося 30 вересня 2001 року.
У селі також височіє купол іншої церкви.
8 листопада 2003 року, в присутності Тернопільсько-Кременецького владики УАПЦ Іова, було освячено престол церкви святого Дмитрія.
В Застав'ї є два приватні магазини.
Село дуже красиве в будь-яку пору року, оточене лісом, з мальовничою природою. Село розташоване на горі, над річкою Гнізною.
З розвитком держави, громадяни з українського села на Тернопільщині сподіваються на краще життя і розквіт рідного села.
12 червня 2020 року, відповідно до розпорядження Кабінету Міністрів України № 724-р «Про визначення адміністративних центрів та затвердження територій територіальних громад Тернопільської області» увійшло до складу Великогаївської сільської громади.
19 липня 2020 року, в результаті адміністративно-територіальної реформи та ліквідації Тернопільського району, село увійшло до складу новоутвореного Тернопільського району.

## Населення
За переписом населення України 2001 року, в селі мешкало 447 осіб. 100 % населення вказало українську мову як рідну.

## Релігія
- церква Різдва Пречистої Діви Марії (освячена у 2002 році, УГКЦ),
- церква святого великомученика Димитрія Солунського (освячена у 2014 році, ПЦУ).

## Соціальна сфера
Діє бібліотека.

## Відомі люди

### Народилися
- священник, письменник, етнограф Микола Дерлиця,
- священник, жертва радянських репресій, слуга Божий Йосиф Бучинський.